# Ulrich Marten
Pour les articles homonymes, voir Marten.
Ulrich Marten, né le 7 janvier 1956 à Werneck, est un ancien joueur de tennis professionnel allemand.
En 1980, il a remporté le tournoi Challenger de Parioli ainsi que le tournoi ATP de Kitzbühel. Il y a atteint les demi-finales l'année suivante. En simple, il est quart de finaliste à Stuttgart. En 1979, il a participé à une rencontre de Coupe Davis contre la Roumanie.

## Palmarès

### Titre en double messieurs
| No | Date       | Nom et lieu du tournoi | Catégorie | Dotation | Surface      | Partenaire     | Finalistes                 | Score         |  |
| -- | ---------- | ---------------------- | --------- | -------- | ------------ | -------------- | -------------------------- | ------------- |  |
| 1  | 21-07-1980 | Head Cup Kitzbühel     |           | 75 000 $ | Terre (ext.) | Klaus Eberhard | Carlos Kirmayr Chris Lewis | 6-4, 3-6, 6-4 |  |

## Parcours dans les tournois duGrand Chelem

### En simple
| Année | Open d'Australie | Open d'Australie | Internationaux de France | Internationaux de France | Wimbledon       | Wimbledon  | US Open | US Open |
| ----- | ---------------- | ---------------- | ------------------------ | ------------------------ | --------------- | ---------- | ------- | ------- |
| 1975  | 1er tour (1/32)  | B. Carmichael    | 2e tour (1/32)           | K. Johansson             | —               | —          | —       | —       |
| 1976  | 2e tour (1/16)   | K. Warwick       | —                        | —                        | —               | —          | —       | —       |
| 1977  | 2e tour (1/16)   | J. Alexander     | —                        | —                        | —               | —          | —       | —       |
| 1979  | 2e tour (1/16)   | P. Rennert       | —                        | —                        | —               | —          | —       | —       |
| 1980  | 2e tour (1/16)   | B. Teacher       | —                        | —                        | —               | —          | —       | —       |
| 1981  | —                | —                | —                        | —                        | 1er tour (1/64) | R. Gehring | —       | —       |

N.B. : à droite du résultat se trouve le nom de l'ultime adversaire.

### En double
| Année | Open d'Australie                                                                 | Open d'Australie                                                                 | Internationaux de France | Internationaux de France | Wimbledon                                                                          | Wimbledon | US Open | US Open |
| ----- | -------------------------------------------------------------------------------- | -------------------------------------------------------------------------------- | ------------------------ | ------------------------ | ---------------------------------------------------------------------------------- | --------- | ------- | ------- |
| 1975  | 1er tour (1/16) U. Pinner \|\| style="text-align:left;" \| D. Crealy R. Keldie   | 1er tour (1/32) R. Gehring \|\| style="text-align:left;" \| J. Alexander P. Dent | —                        | —                        | —                                                                                  | —         |         |         |
| 1976  | 1/4 de finale R. Gehring \|\| style="text-align:left;" \| C. Pasarell S. Smith   | —                                                                                | —                        | —                        | —                                                                                  | —         | —       |         |
| 1977  | —                                                                                | —                                                                                | —                        | —                        | 1er tour (1/32) R. Probst \|\| style="text-align:left;" \| J. Borowiak A. Pattison | —         | —       |         |
| 1979  | 2e tour (1/8) T. Furst \|\| style="text-align:left;" \| C. Letcher P. Kronk      | —                                                                                | —                        | —                        | —                                                                                  | —         | —       |         |
| 1980  | 2e tour (1/8) T. Mayotte \|\| style="text-align:left;" \| P. McNamara P. McNamee | —                                                                                | —                        | —                        | —                                                                                  | —         | —       |         |
| 1981  | —                                                                                | —                                                                                | —                        | —                        | 2e tour (1/16) W. Popp \|\| style="text-align:left;" \| R. Carruthers F. Maynetto  | —         | —       |         |

N.B. : le nom du ou de la partenaire se trouve sous le résultat ; le nom des ultimes adversaires se trouve à droite.